# تاریات
تاریات (به لاتین: Tariat) یک زیستگاه انسانی در مغولستان است که در استان آرخانگای واقع شده‌است.